# Bactrocera areolata
Bactrocera areolata är en tvåvingeart som först beskrevs av Walker 1861.  Bactrocera areolata ingår i släktet Bactrocera och familjen borrflugor. Inga underarter finns listade.